# Alex Zülle
Alex Zülle (Wil, 5 luglio 1968) è un ex ciclista su strada svizzero.
Professionista dal 1991 al 2004, vinse due edizioni consecutive della Vuelta a España, nel 1996 e nel 1997, e fu campione del mondo a cronometro nel 1996 a Lugano. Forte passista, specialista delle cronometro, si difendeva bene anche in salita; il suo punto di debolezza, complice anche una forte miopia, era la discesa.

## Carriera
Durante la sua carriera professionistica, Zülle corse per le seguenti squadre: ONCE (dal settembre 1991 al 1997), Festina (1998), Banesto (1999-2000), Team Coast (2001-2003) per poi chiudere alla Phonak nel 2003-2004, anno in cui si ritirò dalle corse.
Il suo palmarès conta numerose vittorie, particolarmente in gare disputate in terra spagnola: spagnole erano infatti le sue squadre degli anni d'oro, ONCE e Banesto. Raccolse i successi praticamente solo nelle gare a tappe, essendo competitivo sia in salita che soprattutto a cronometro. Vanta due successi alla Vuelta a España (nel 1996 e nel 1997) e un secondo posto (nel 1993), ed è tuttora il ciclista con all'attivo il maggior numero di giorni (45) in maglia oro, simbolo distintivo del leader della classifica generale nella gara a tappe spagnola.
Corse ad alti livelli anche il Tour de France, vestendo per tre giorni la maglia gialla (nel 1996) e raccogliendo due secondi posti, nel 1995, quando giunse alle spalle di Miguel Indurain, distanziato in classifica generale di 4'35", e nel 1999, preceduto di 7'37" da Lance Armstrong. Del distacco accumulato nell'edizione 1999, però, ben 6'03" arrivarono a causa di una maxi-caduta nel gruppo sul lastricato del Passage du Gois, la lingua di terra che collega l'Île de Noirmoutier al continente, nel corso della seconda tappa; Armstrong riuscì a proseguire con la prima parte del plotone, mentre lo svizzero, Ivan Gotti, Michael Boogerd e altri favoriti rimasero attardati.
Zülle corse anche il Giro d'Italia 1998, durante il quale indossò la maglia rosa per dodici giorni e vinse tre tappe. Ciononostante, terminò la corsa rosa al quattordicesimo posto finale, molto distaccato dal vincitore Marco Pantani: l'enorme ritardo fu dovuto a un vero e proprio crollo fatto registrare dalle prestazioni dello svizzero nel trittico di tappe alpine, appuntamento al quale Zülle si era presentato in maglia rosa e con i favori del pronostico, in virtù di un cospicuo vantaggio. Nella diciassettesima tappa, che prevedeva l'ascesa della Marmolada, lo svizzero accumulò il primo ritardo importante (superiore ai 4'), cedendo il simbolo del primato a Pantani; nella successiva tappa con arrivo all'Alpe di Pampeago, rimediò circa 1' di ritardo dalla nuova maglia rosa; infine, nell'arrivo della diciannovesima tappa a Montecampione, pagò duramente una fortissima crisi, chiudendo col "gruppetto" dei velocisti a oltre mezz'ora di ritardo dallo stesso "Pirata", vincitore di tappa. Ottenne anche una vittoria nei campionati del mondo a cronometro del 1996, disputati a Lugano. Verso la fine della stessa stagione, raggiunse per qualche settimana la prima posizione del ranking UCI.
Nel 1998 fu coinvolto nello scandalo Festina, scoppiato durante il Tour de France di quell'anno: insieme ai compagni di squadra e connazionali Armin Meier e Laurent Dufaux ammise, pur non essendo mai stato trovato positivo ai test antidoping, di aver fatto uso di EPO. Tornato a gareggiare già ai primi di agosto: partecipò anche alla Vuelta a España del mese seguente, vincendo la cronometro di Fuenlabrada e chiudendo ottavo in classifica. Nell'ottobre dello stesso anno venne però squalificato per otto mesi, con decorrenza immediata, dalla Federciclismo svizzera, salvo poi essere graziato dall'Unione Ciclistica Internazionale e vedersi ridotta a sette mesi (fino al 1º maggio 1999) la sanzione, misura che gli permise di partecipare al Giro d'Italia 1999.

## Palmarès
- 1990

Classifica generale Flèche du Sud
Classifica generale Ostschweizer Rundfahrt
Biel-Magglingen (Corsa in salita)
- 1991 (ONCE, due vittorie)

Prologo Grand Prix Tell
2ª tappa Grand Prix Tell
4ª tappa Grand Prix Tell
Classifica generale Grand Prix Tell
9ª tappa Österreich-Rundfahrt (cronometro)
- 1992 (ONCE, nove vittorie)

2ª tappa Settimana Ciclistica Internazionale (Monte Pellegrino)
Classifica generale Setmana Catalana
1ª tappa, 2ª semitappa Vuelta a Asturias (Llanes, cronometro)
Classifica generale Vuelta a Asturias
5ª tappa Vuelta a Burgos (Brivescia, cronometro)
Classifica generale Vuelta a Burgos
3ª tappa Volta Ciclista a Catalunya (Igualada, cronometro)
2ª prova Escalada a Montjuïc
Classifica generale Escalada a Montjuich
- 1993 (ONCE, otto vittorie)

Memorial Jozef Vogeli
1ª tappa Paris-Nice (Fontenay-sous-Bois, cronometro)
8ª tappa, 2ª semitappa Paris-Nice (Col d'Èze)
Classifica generale Paris-Nice
1ª tappa Vuelta a España (La Coruña, cronometro)
6ª tappa Vuelta a España (Alto de Navacerrada, cronometro)
21ª tappa Vuelta a España (Santiago di Compostela, cronometro)
Chur-Arosa (Corsa in salita)
- 1994 (ONCE, una vittoria)

5ª tappa, 2ª semitappa Vuelta a Aragón (Barbastro, cronometro)
- 1995 (ONCE, dodici vittorie)

Challenge de Mallorca
2ª tappa, 2ª semitappa Volta a la Comunitat Valenciana (Benidorm, cronometro)
Classifica generale Volta a la Comunitat Valenciana
5ª tappa, 2ª semitappa Setmana Catalana
3ª tappa Vuelta al País Vasco (La Arboleda)
5ª tappa, 2ª semitappa Vuelta al País Vasco (Jaizkibel, cronometro)
Classifica generale Vuelta al País Vasco
4ª tappa, 2ª semitappa Euskal Bizikleta (Abadiño, cronometro)
1ª tappa Tour de Suisse (Bellinzona, cronometro)
6ª tappa Tour de Suisse (Schwägalp, cronometro)
9ª tappa Tour de France (Seraing, cronometro)
16ª tappa Vuelta a Espana (Pla de Beret)
- 1996 (ONCE, tredici vittorie)

3ª tappa Setmana Catalana (Station de Pal)
5ª tappa, 2ª semitappa Setmana Catalana (Montjuïc, cronometro)
Classifica generale Setmana Catalana
Trofeo Comunidad Foral de Navarra
4ª tappa, 2ª semitappa Euskal Bizikleta (cronometro)
Prologo Volta Ciclista a Catalunya (Platja d'Aro, cronometro)
3ª tappa Volta Ciclista a Catalunya (Lles de Cerdanya, cronometro)
6ª tappa Volta Ciclista a Catalunya (Port Aventura, cronometro)
Classifica generale Volta Ciclista a Catalunya
Prologo Tour de France ('s-Hertogenbosch, cronometro)
15ª tappa Vuelta a España (Alto Cruz de la Demanda)
Classifica generale Vuelta a España
Campionati del mondo, Prova a cronometro
- 1997 (ONCE, quattro vittorie)

5ª tappa, 2ª semitappa Vuelta al País Vasco (Salinas, cronometro)
Classifica generale Vuelta al País Vasco
21ª tappa Vuelta a España (Alcobendas, cronometro)
Classifica generale Vuelta a España
- 1998 (Festina-Lotus, sei vittorie)

5ª tappa, 2ª semitappa Setmana Catalana (Barcellona, cronometro)
4ª tappa, 2ª semitappa Tour de Romandie (Romanel-sur-Lausanne, cronometro)
Prologo Giro d'Italia (Nizza, cronometro)
6ª tappa Giro d'Italia (Lago Laceno)
15ª tappa Giro d'Italia (Trieste, cronometro)
21ª tappa Vuelta a España (Fuenlabrada)
- 1999 (Banesto, due vittorie)

13ª tappa Vuelta a España (Castellar del Riu)
Attraverso Losanna
- 2000 (Banesto, tre vittorie)

4ª tappa Volta ao Algarve (cronometro)
Classifica generale Volta ao Algarve
Prologo Vuelta a España (Malaga, cronometro)
- 2001 (Team Coast, una vittoria)

4ª tappa Paris-Nice (Sisteron)
- 2002 (Team Coast, sette vittorie)

2ª tappa Volta ao Algarve (Faro)
5ª tappa Volta a la Comunitat Valenciana (Valencia)
Classifica generale Volta a la Comunitat Valenciana
4ª tappa Tour de Romandie (Leysin)
5ª tappa Tour de Romandie (Losanna, cronometro)
Prologo Tour de Suisse (Lucerna, cronometro)
Classifica generale Tour de Suisse

### Altri successi
- 1995

Classifica a punti Tour de Suisse
- 1996

Primo nel ranking UCI
- 2002

Classifica a punti Tour de Romandie

## Piazzamenti

### Grandi Giri
- Giro d'Italia

1998: 14º
1999: non partito (16ª tappa)
- Tour de France

1992: non partito (12ª tappa)
1993: 41º
1994: 8º
1995: 2º
1996: 26º
1997: non partito (5ª tappa)
1998: escluso con la squadra (7ª tappa)
1999: 2º
2000: ritirato (17ª tappa)
- Vuelta a España

1992: ritirato (10ª tappa)
1993: 2º
1994: 4º
1995: 20º
1996: vincitore
1997: vincitore
1998: 8º
1999: 37º
2000: 49º
2001: 109º
2003: ritirato (9ª tappa)

### Classiche monumento
- Milano-Sanremo

1992: 20º
1993: 28º
1994: 86º
1995: 75º
1996: 24º
1997: 106º
1998: 108º
2000: ritirato
2001: 96º
- Giro delle Fiandre

1997: 77º
- Liegi-Bastogne-Liegi

1992: 42º
1993: ritirato
1995: 14º
1997: 41º
2001: 64º
2002: 95º
- Giro di Lombardia

1991: 21º
1992: 13º
1994: 18º
1997: 31º
2004: ritirato

### Competizioni mondiali
- Campionati del mondo

Utsunomiya 1990 - Cronometro a squadre: 9º
Benidorm 1992 - In linea: 38º
Oslo 1993 - In linea: ritirato
Palermo 1994 - In linea: ritirato
Palermo 1994 - Cronometro: 13º
Lugano 1996 - In linea: ritirato
Lugano 1996 - Cronometro: vincitore
San Sebastián 1997 - In linea: ritirato
San Sebastián 1997 - Cronometro: 11º
Verona 1999 - In linea: ritirato
Verona 1999 - Cronometro: 10º
Zolder 2002 - In linea: ritirato
- Giochi olimpici

Atlanta 1996 - In linea: 104º
Atlanta 1996 - Cronometro: 7º
Sydney 2000 - In linea: 68º
Sydney 2000 - Cronometro: 33º

## Riconoscimenti
- Mendrisio d'oro del Velo Club Mendrisio 1997